# Juan Ramón Zaragoza Rubira
Juan Ramón Zaragoza Rubira (València, 1938 - Sevilla, 25 de setembre de 2011) fou un metge, professor universitari, divulgador científic i escriptor valencià en llengua castellana.

## Biografia
Llicenciat en Medicina per la Universitat de València, es va traslladar a viure a Sevilla a principis de la dècada de 1970, on va ocupar la càtedra de Radiologia i Medicina Física a la seva Universitat de Sevilla. Va fundar el Centre Radiològic Computarizat de Sevilla i va ser degà de la Facultat de Medicina. Durant els primers governs de la transició democràtica, va ser delegat del Ministeri de Sanitat a la província sevillana.
Com a novel·lista, destaca la seva obra Concerto grosso, guanyadora del Premi Nadal de 1980, en la qual reflexiona sobre l'impacte de les noves tecnologies en les nostres vides al llarg de diferents períodes de la història, així com la seva darrera obra, Tabaco. El virus California (2011), la qual recrea una societat fictícia en què no es pot fumar per haver-se destruït la planta de tabac per un virus.
Fou membre de la Real Academia de Sevilla de Medicina i de la Real Academia Sevillana de Buenas Letras.

## Obra
D'entre la seva extensa producció de divulgació mèdica i ficció, destaquen els següents títols:

### Divulgació científica
- Tabaco y salud. Alfa Centauro. (1980)
- Una vida larga y sana. Editorial Planeta. (1990)
- La imagen médica del cuerpo humano. Universitat de Sevilla. Secretariado de Publicaciones.
- Física e instrumentación médicas: instrumentación diagnóstica, instrumentación de la imagen, instrumentación terapeútica. Masson. (1992)
- Saber dormir, saber soñar. Nuer Ediciones. (1993)

### Novel·la
- Concerto grosso. Ediciones Destino. (1981)
- Tabaco. El virus California. Guadalturia Ediciones. (2011)

## Premis
- 1980: Premi Nadal de novel·la per Concerto grosso.[8]